# Арт-директор
Арт-дире́ктор (от англ. art director — «руководитель по искусству»), худо́жественный руководи́тель, тво́рческий руководи́тель, арт-ме́неджер, гла́вный худо́жник — начальник художественного, либо иного творческого отдела или медиа-проекта: «воплотитель проекта»; общее название для целого ряда аналогичных управленческих должностей в различных областях деятельности, таких как реклама, издательский бизнес, кино, дизайн, ресторанный бизнес, телевидение, Интернет, видеоигры, индустрия развлечений.

## История в России
Профессия арт-директор являлась относительно новой для Российской Федерации, по утверждению специалиста крупного кадрового агентства Светланы Головатюк, в середине 1990-х о существовании арт-директоров не подозревали в отечественных рекрутинговых агентствах. Так, известный кадровик Анатолий Купчин был удивлен не только существованием подобных работников, но и их высокой зарплатой в рекламных агентствах, к примеру, в московском Leo Burnett Worldwide. В России 2000-х годов мнения о том, что за профессия арт-директор, сильно разнились, в тот период основная тема спора была «арт-директор обязан иметь художественное образование» или может обойтись без него, в этом отношении любопытно, что, к примеру, в ПОК (производственно-оформительском комбинате) ВДНХ СССР нежелание профессиональных советских художников брать на себя малодоходную хлопотную административную нагрузку приводило к тому, что в творческие бригады сложно было найти даже бригадиров, не говоря про мастеров творческих цехов, т.е., по сути, мало кто добровольно хотел быть «арт-директором», в результате подобного рода управленцами, зачастую, назначались рядовые сотрудники, а порой и уборщицы комбината, однако, конечную работу принимала государственная комиссия из заслуженных художников, членов Союза художников СССР, и руководителей ВДНХ.

## Издательский бизнес
В издательском бизнесе, в котором этот термин и возник, арт-директор отвечает за дизайн журнала или газеты и, в сотрудничестве с редактором, выбирает или участвует в создании необходимых изображений и фотографий. В крупных издательствах и журналах у арт-директора есть ассистенты. Арт-директор контролирует работу всей творческой команды и несет за неё ответственность.

## Реклама
Арт-директор или креативный директор в рекламном агентстве является начальником художественного отдела как, и в издательском бизнесе. В современной рекламной практике, арт-директор работает над концепцией рекламы (телевизионной, печатной, наружной и любой другой). Обычно арт-директор отвечает за отслеживание современных тенденций, анализ рынка, внесение руководству предложений, подготовку технического задания, выбор команды, анализ результатов завершения рекламных проектов, отчетность. Арт-директор отвечает за качество представляемых идей, он может предложить визуальное решение, интересный слоган, концепцию, в рамках которой должен работать творческий коллектив. Копирайтер и дизайнер как правило находятся в подчинении у креативного директора. Арт-директор может также курировать работу копирайтеров, дизайнеров, иллюстраторов (это зависит от структуры агентства). В маленьких агентствах арт-директор порой выполняет роль дизайнера и иллюстратора в одном лице. В больших рекламных агентствах иерархия может включать в себя: креативного директора или арт-директора, начальника творческой группы (начальника отдела дизайна), старшего дизайнера и остальной творческий коллектив.

## Кино
Должность арт-директора в киноиндустрии (при производстве художественных фильмов) аналогична художнику-постановщику, хотя иногда он выступает в роли художественного руководителя, работает вместе с художником по костюмам, художником-декоратором, художником-гримером, специалистами по спецэффектам и т. д. Большая часть его обязанностей связана с административными аспектами художественного производства. Он ставит задачи перед персоналом и следит за их выполнением, а также за бюджетом и графиком работ, следит за качеством. По сути, в его обязанности входит контроль всех визуальных аспектов фильма (начиная от костюмов и заканчивая грандиозными декорациями) — то есть выполняет непосредственно объём художника-постановщика.

## Индустрия развлечений
Арт-директор в индустрии развлечений, например, арт-директор ночного клуба, выполняет в основном административные функции: занимается организацией концертов, подбором репертуара, организацией вечеринок, а также участвует в процессе продвижения заведения. В обязанности арт-директора в индустрии развлечений входит позиционирование заведения, привлечение новых клиентов в заведение, организация развлекательных мероприятий в заведении, разработка концепций мероприятий, работа с партнерами заведения.

## Изобразительное искусство
Арт-директор (арт-менеджер) в изобразительном искусстве занимается целенаправленной маркетинговой коммуникацией при художникe, скульпторe, графикe, фотохудожникe или представителе декоративно-прикладного искусства с целью продвижения eгo на рынок.
Цель рекламы художника:
- Создание «имени» (сделать его известным и узнаваемым).
- Продажа и продвижение (реклама) работ художника.
- Повышение ценности художественных работ конкретного художника.

Арт-менеджер должен хорошо разбираться в искусстве (художественное образование — необязательно), владеть PR-технологиями и техниками продаж (маркетинговое образование — желательно).
В основные обязанности арт-менеджера входит:
- Написание всех текстов (статей) для периодических изданий и интернет-ресурсов.
- Обработка фотоматериалов для онлайн-галереи.
- Создание персональных страниц в интернете и персонального сайта художника.
- Создание каталога работ и других рекламно-информационных материалов.
- Поиск и сортировка галерей, выставок, ярмарок, дилеров, агентов и пр.
- Предварительные переговоры с галеристами, коллекционерами, меценатами.
- Адресная рассылка писем и предложений клиентам.
- Накопление, сортировка и хранение нужных контактов.
- Помощь в организации выставок.